# عبد الحفيظ التطاوي
عبد الحفيظ يوسف التطاوي (29 نوفمبر 1922 - 17 مارس 1998)، ممثل مصري.

## حياته ونشأته
ولد في قرية محلة منوف مركز طنطا بمحافظة الغربية، تخرج في كلية الحقوق عام 1949، تخرج أيضاً في المعهد العالي للفنون المسرحية، عام 1950، جمع بين المحاماة والتمثيل، عمل أستاذاً لمادة التمثيل، بالمعهد حصلت فرقته المسرحية المسرح الحر، على جائزة الدولة التقديرية عام 1958، تخرج على يده مشاهير الفنانين المصريين والعرب وأنجب ابنة واحدة وثلاث أولاد .

## أعماله

### الأفلام
- إسماعيل ياسين يقابل ريا وسكينة.
- حسن ونعيمة (1961) مع صلاح أبو سيف.

### المسرحيات
- الأرض السائرة
- زقاق المدق.
- كعبلون.
- البغبغان مع الفنان محمد صبحي.
- علي بيه مظهر
- الناس اللي تحت
- مراتي نمرة 11

### المسلسلات
- محمد رسول الله (مع يوسف شعبان، عبد المنعم إبراهيم).
- الحب في عصر الجفاف.
- يوميات ونيس.
- على هامش السيرة.
- ساعة ولد الهدى.
- عذراء مكة.
- حصاد الشر مع عفاف شعيب.
- عيلة الدوغري
- جمهورية زفتي

. ( هي وهو ) مع أحمد زكي وسعاد حسني
- برج الحظ
- الفدان الاخير
- اسطبل عنتر
- بعد العذاب (مع نور الشريف، شمس البارودي).
- أبو ذر الغفاري (مع صلاح منصور)
- أفلام
- الوحش مع محمود المليجي
- مفتش مباحث مع رشدي أباظة
- البركان مع يحي الفخراني
- اللعب مع الكبار مع عادل إمام
- الصرخة مع نور الشريف
- ظهور الإسلام
- عنترة (مع أحمد مرعي، أمينة رزق).
- عادات وتقاليد
- الأرض مع عزت العلايلي وسميحة أيوب

## الجوائز
```
* حصل على شهادة تقدير من الرئيس الراحل 
محمد أنور السادات
 عام 1976
```

- وفي عام 1983 حصل على درع دولة الإمارات العربية المتحدة.

## وفاته
توفي عبد الحفيظ التطاوي في 28 يناير عام 1997 ودُفن في قريته محلة منوف .

## وصلات خارجية
- عبد الحفيظ التطاوي على موقع IMDb (الإنجليزية)
- عبد الحفيظ التطاوي على موقع روتن توميتوز (الإنجليزية)
- عبد الحفيظ التطاوي على موقع قاعدة بيانات الأفلام العربية
- عبد الحفيظ التطاوي على موقع قاعدة بيانات الفيلم (الإنجليزية)